# Hans Werner Kirchner
Hans Werner Kirchner (* 1908 in Oberhausen; † 1965 in Stuttgart) war ein deutscher Maler und Schauspieler.

## Leben
Hans Werner Kirchner ist in Oberhausen (Rheinland) geboren.  Er besuchte die Folkwangschule Essen. Er starb 1965 in Stuttgart.

## Künstlerisches Schaffen
In seinen Gemälden sind vor allem Einflüsse des Expressionismus und des Informel (Hartung, K.O. Goetz, E. Schumacher, Baumeister, Action Painting – Jackson Pollock) sichtbar. Er war Mitglied des Stuttgarter Künstlerbundes und des Württembergischen Kunstvereins.
Als Schauspieler spielte er u. a. mit in Der Ölprinz (1961), In den Schluchten des Balkan (1960) and Hadschi Halef Omar (1959).

## Arbeiten in öffentlichen Sammlungen
- Stadt Esslingen
- Regierungspräsidium Nordwürttemberg

## Ausstellungen
Kirchner war in Ausstellungen der Galerien Senatore und Wiedmann und im Stuttgarter Kunstverein vertreten.